# Jetak (Tulakan)
Jetak is een bestuurslaag in het regentschap Pacitan van de provincie Oost-Java, Indonesië. Jetak telt 4597 inwoners (volkstelling 2010).